# Умурзаков, Олег Ирикович
Оле́г Ирикович Умурзаков (14 сентября 1967, Волгоград — 8 ноября 2021, Буэнос-Айрес) — советский и российский футболист, нападающий, полузащитник.
Практически всю карьеру провёл в клубе «Торпедо» Волжский. Во второй лиге СССР (1985—1986, 1989—1991) и России (1994) сыграл 192 игры, забил 41 гол; в первой лиге (1992—1993, 1995—1996) — 136 игр, 32 гола. Завершил профессиональную карьеру в 1997 году в команде первой лиги «Лада-Град» Димитровград.
Лучший бомбардир зоны «Центр» второй лиги 1994 — 20 голов.